# Narodowy Spis Powszechny 1988
Narodowy Spis Powszechny 1988 – spis powszechny w Polsce, przeprowadzony w dniach 7–12 grudnia 1988 według stanu w dniu 6 grudnia 1988 o godzinie 24:00. Podstawę prawną spisu stanowiła ustawa z dnia 16 lipca 1987 r. o Narodowym Spisie Powszechnym 1988 r.
Zgodnie z wynikami spisu liczba ludności Polski w 1988 wyniosła 37 879 105 osób.
Struktura demograficzna ludności Polski według wyników Narodowego Spisu Powszechnego 1988:

Liczba ludności:
|        | Ogółem     | Ogółem | Kobiety    | Kobiety | Mężczyźni  | Mężczyźni |
| osób   | %          | osób   | %          | osób    | %          |           |
| ------ | ---------- | ------ | ---------- | ------- | ---------- | --------- |
| Ogółem | 37 879 105 | 100    | 19 414 514 | 51,25   | 18 464 591 | 48,75     |
| Miasto | 23 175 083 | 61,18  | 12 054 533 | 31,82   | 11 120 550 | 29,36     |
| Wieś   | 14 704 022 | 38,82  | 7 359 981  | 19,43   | 7 344 041  | 19,39     |

▶Wieś vs ▶miasto
Ogółem (▶k, ▶m)
Miasto (▶k, ▶m)
Wieś (▶k, ▶m)
Liczba ludności pięciu największych miast Polski według wyników Narodowego Spisu Powszechnego 1988:
1. Warszawa – 1 655 272
2. Łódź – 854 261
3. Kraków – 746 627
4. Wrocław – 638 986
5. Poznań – 587 971